# イワタ輸送センター
株式会社イワタ輸送センター（イワタゆそうセンター）は、静岡県袋井市に本社を置く運送会社。1949年（昭和24年）創業。社員数18名、車両台数は4トントラック7台、2トントラック6台、軽トラック2台を保有し、袋井市・磐田市・掛川市・森町を中心に活動する。
路線便・地域配送・宅配便・貸切便が輸送の中心。常温倉庫を6棟、総坪数1100坪所有し、コンテナ荷卸しから流通加工を手掛ける。2014年1月には、『2013年西濃運輸株式会社代理店 敢闘賞』を受賞。

## 沿革
- 期日未明 - 天野米吉が荷車で養鶏場の卵の集配業務を始める。
- 1949年（昭和24年）1月 -  袋井市の本町にて、天野運送店を創業。天野米吉が設立発起人となる。袋井駅に到着した新聞を新聞店に配達・清水市に飼料を引取りに行って配達。
- 1971年（昭和46年）
  - 9月 -  一般区域貨物自動車運送事業の免許を取得、自動車運送取扱事業の免許を取得、軽車両等運送事業の免許を取得、流通倉庫事業の免許を取得、西濃運輸株式会社 正規代理店となり、地域配送を行う。
  - 12月 -  磐田市 都商事の運送部門を吸収合併し、地域に根差した磐周地区を網羅した運送会社にしていこうと、袋井市国本3065番地にて、株式会社イワタ輸送センターを設立し、代表取締役 天野 竹一が就任した。同月資本金700万円に増資した。
- 1977年（昭和52年）8月 - 代表取締役天野和一就任
- 1981年（昭和56年）5月 - 袋井市国本3009番地に事務所・倉庫1棟建設移転
- 1982年（昭和57年）7月 - 同地に倉庫1棟建設
- 1985年（昭和60年）2月 - 磐田郡浅羽町（現袋井市）に倉庫1棟建設
- 1987年（昭和62年）10月 - 袋井市堀越357番地の1に事務所・倉庫建設
- 1991年（平成3年）8月 - 袋井市堀越438番地の1に事務所・倉庫建設
- 1992年（平成4年）
  - 9月 - 同地に事務所隣に倉庫1棟建設
  - 12月 - 資本金1000万に増資
- 1993年（平成5年）6月 - 同地に事務所移転
- 1994年（平成6年）11月 - 代表取締役天野奇三江就任